# 賴斯鎮區 (明尼蘇達州清水縣)
賴斯鎮區（英語：Rice Township）是位於美國明尼蘇達州清水縣的一個行政鎮區。

## 地方資料
賴斯鎮區的面積為93.40平方千米，當中陸地面積為90.40平方千米，而水域面積為3.00平方千米。根據2020年美國人口普查的數據，當地共有人口162人，而人口密度為每平方千米1.73人。